# Nikolaï Boman
Nikolai Boman (17 décembre 1845 à Turku - 14 mai 1923 à Turku) est un maître charpentier et fabricant de meubles finlandais. Il est considéré comme l’un des pionniers les plus importants de la fabrication de meubles modernes en Finlande.
Les ancêtres de Nikolai Boman travaillaient comme charpentiers à Åland au XVIIIe siècle. Né à Turku, Nikolai Boman a fait ses études de menuiserie à Vaasa. Il se forme dans l'atelier de menuiserie de son père de 1862 à 1872 et reçoit le grade de maître menuisier en 1871. Il effectue son compagnonnage (Kisälli) en Suède, au Danemark, en Allemagne et en Autriche et apprend à l'étranger, entre autres, comment gérer une entreprise de menuiserie.

## N. Bomanin Höyrypuusepäntehdas

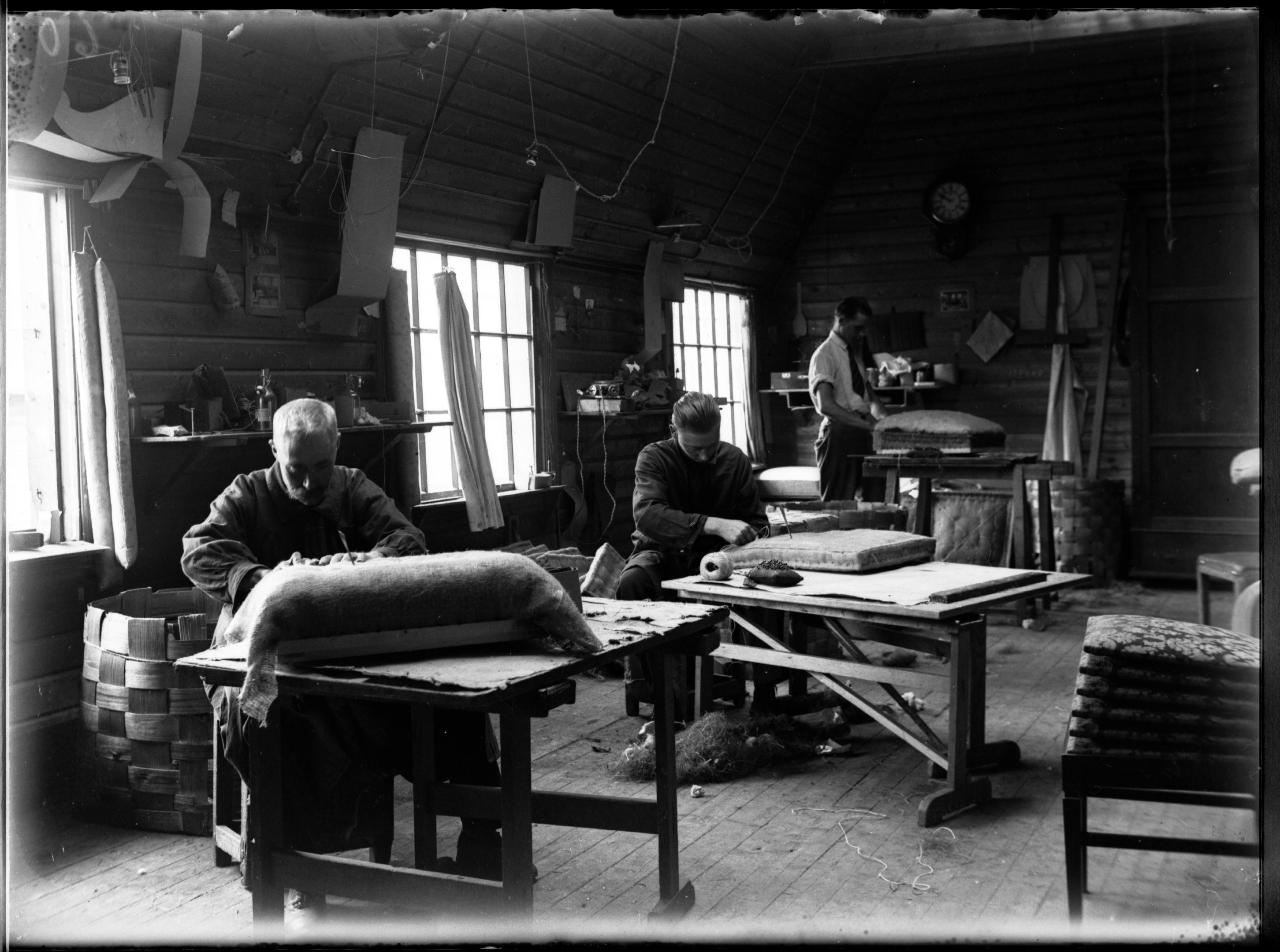
Usine de meubles Boman à Turku (Linnankatu 13) dans les années 1930. Photographe Mauno Mannelin.

Ayant atteint le rang de maître, Boman fonde son propre atelier de menuiserie, qui est équipé  en 1876 de machines d'usinage à vapeur et qui devient l'usine de menuiserie à vapeur N. Boman (N. Bomanin Höyrypuusepäntehdas). Au début, de nombreux opérateurs de machines suédois ayant une expérience dans le domaine des machines à vapeur travaillaient chez Boman. Au tournant du siècle, une centaine d’ouvriers fabriquaient des meubles dans l’usine avec 23 machines-outils à vapeur différentes et une centaine d'employés. L'incendie de 1900 a forcé la construction d'une nouvelle usine de production le long de Linnankatu à Turku, avec de nouvelles machines alimentées à l'électricité. Il y avait un magasin à la périphérie de l'usine et à l'étage supérieur le bureau de dessins de l'usine, dirigé par le fils de Nikolaï, Carl-Johan Boman (fi) (1883-1963) formé comme architecte d'intérieur à Berlin.
Initialement, la collection de Boman comprenait des meubles spécifiques à chaque pièce, conçus selon autant de styles historiques que possible, dont les modèles étaient copiés de l'étranger. Depuis Turku, les opérations de Boman se sont étendues à d'autres régions de Finlande. La sœur, Anna Boman dirigeait le magasin à Helsinki et, dans les années 1890, des bureaux furent ouverts à Saint-Pétersbourg et à Moscou. Boman a également eu pendant un certain temps des magasins à Tampere et à Vyborg. Le plus jeune fils, Paul Boman, qui a également étudié le mobilier à Berlin, s'est d'abord occupé de l'usine de Boman à Kuopion, puis a également fondé une usine portant son propre nom à Helsinki. Les autres enfants de Nikolai travaillaient également dans l'entreprise familiale.
La période d’apogée de l’usine Boman fut la période Art Nouveau, notamment les années 1910. Au XXe siècle, Boman a commencé à concevoir ses propres modèles, et la qualité de la menuiserie a amené comme clients des architectes célèbres de l'époque, tels que Herman Gesellius, Armas Lindgren et Eliel Saarinen. Dans les années 1910, Boman était notamment responsable de la décoration de l'hôtel de luxe Astoria de Saint-Pétersbourg. Cependant, la révolution russe a causé de lourdes pertes à Boman,. Les meubles de Boman ont été presque entièrement évincés du marché finlandais. Les meubles de Boman ont reçu des prix lors d'expositions d'art internationales à partir du  XIXe siècle, ils ont participé aux expositions de Taideteollisuusyhdistyksen (Association finlandaise de l'industrie de l'art), et aux expositions nationales représentatives dans différents pays.
Boman prenait soin de ses employés, à la manière d'un patriarche, et il pouvait organiser pour eux, par exemple, des formations à l'école industrielle de Turku ou à l'école de dessin de Turku.
Nikolaï Boman est décédé en 1923. Carl-Johan Boman, directeur depuis 1919, a tenté d'abandonner l'utilisation des styles néo-classiques et d'orienter le design de l'entreprise vers le fonctionnalisme, mais la popularité des produits de l'entreprise a commencé à décliner. Dans les années 1950, les prix élevés des produits et des petites séries qui étaient un avantage n'en étaient plus un, et N. Bomanin Höyrypuusepäntehdas a cessé ses activités en 1955.

## Travaux de décoration publique
- Pavillon de pêche impérial de Langinkoski (partie, 1880-)
- Hôtel d'État d'Imatran (partie, 1903)
- Banque par actions nordique (1904)
- Église Mikael de Turku (1905)
- Annexe Université d'Helsinki (1905)
- Café Fazer, Helsinki (partie, 1908)
- École publique de Kotka et Kouvola (en partie, 1909)
- Hall de bureau de la maison Kaleva, Helsinki (1914)
- Hôtel Astoria, Saint-Pétersbourg
- Palais l'Émir de Boukhara